# Jane McGonigal

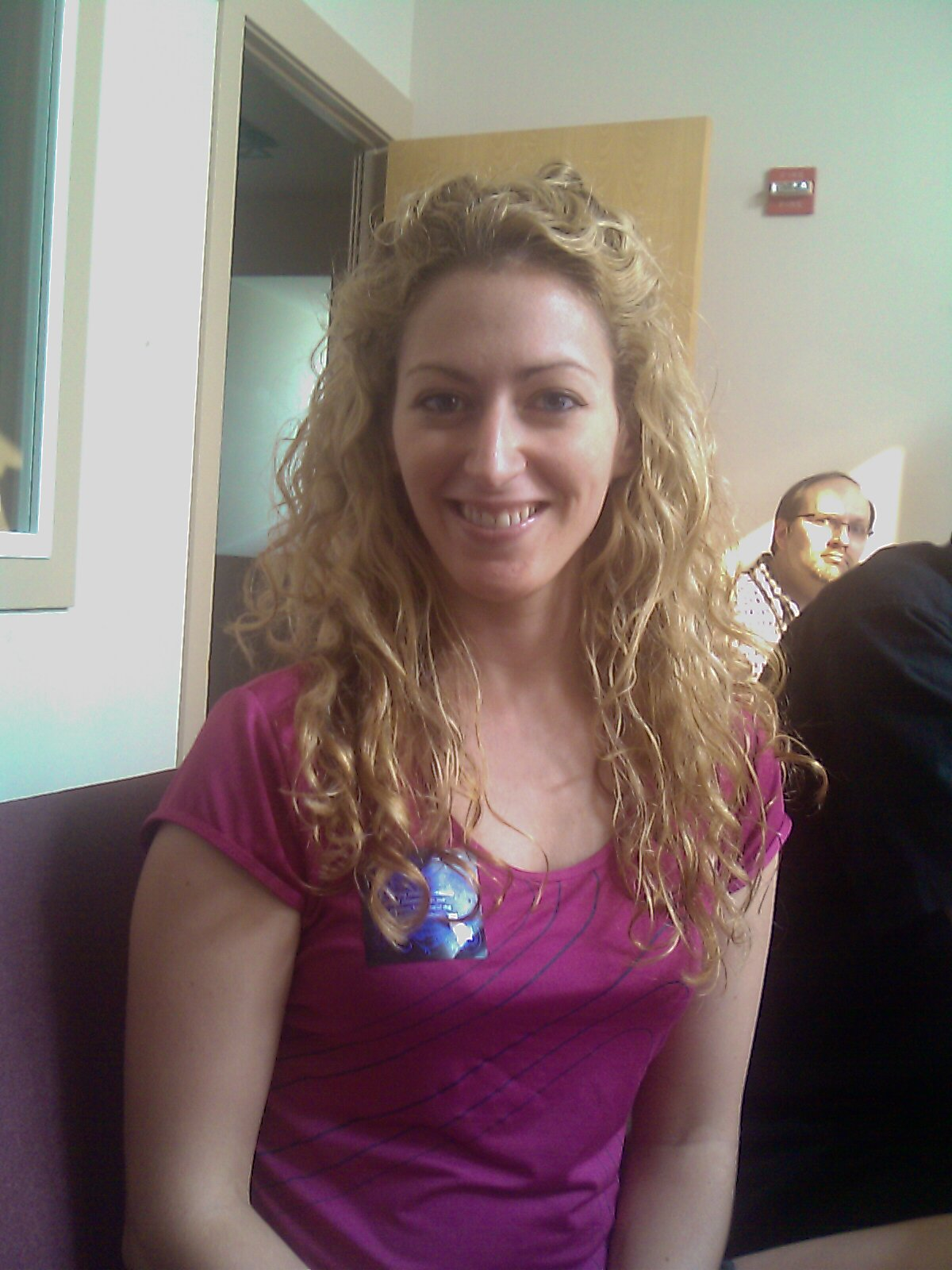
Jane McGonigal bij Foo Camp in 2008

Jane McGonigal (Philadelphia, 1977) is een gereputeerde spelontwikkelaar en onderzoeker van (computer)spellen. Ze is gespecialiseerd in transmediale spellen en alternate reality games. Ze verwierf haar bekendheid door haar I Love Bees alternate reality game. Ze ontving in 2005 de innovatie-onderscheiding van de International Game Developers Association en de 2005, spelgerelateerde, Webby. Ze werkte mee aan spellen in opdracht van het Whitney Museum of American Art en het Museum of Contemporary Art, Los Angeles. Ze ontving haar doctorstitel in Performance Studies van de Universiteit van Californië, Berkeley in Augustus 2006.
In 2006 werd McGonigal genoemd als topinnovators onder de 35 jaar op wereldniveau door MIT's Technology Review.
Ze heeft een tweelingzus Kelly die van yoga haar beroep heeft gemaakt. McGonigal doceert momenteel aan het San Francisco Art Institute en de University of California, Berkeley.